# (10943) Brunier
Pour les articles homonymes, voir Brunier.
(10943) Brunier est un astéroïde de la ceinture principale découvert le 20 mars 1999 à Caussols par le projet ODAS. Il a été nommé en l'honneur du photographe et journaliste français Serge Brunier. Sa désignation provisoire était 1999 FY6.